# وفس
وَفْس (به تاتی: ووس) نام روستایی در استان مرکزی در شهرستان کمیجان در ایران است.
فاصله وفس تا شهر کمیجان ۱۵ کیلومتر و تا اراک مرکز استان ۱۱۰ کیلومتر می‌باشد. روستای وفس سرسبز است و ۱۲ محله دارد. آب این روستا از ۸ قنات و بیش از ۳۰ چشمه تأمین می‌شود. آب چشمه‌های آن آشامیدنی است. این روستا ۱۴ مسجد دارد.
بسیاری از خانه‌های این روستا شکل معماری قدیمی منطقه استان مرکزی را حفظ کرده‌اند اما این بافت قدیمی در معرض خطر است. در وفس در قدیم دیوارچین‌هایی قلعه‌مانند وجود داشته با ۱۲ برج که امروزی ۴ برج آن به‌صورت نیمه‌مخروبه باقی مانده است. در وفس گرمابه‌ای قدیمی نیز وجود دارد. امروزه بسیاری از مردم وفس مهاجرت کرده‌اند و در شهرهای اراک، قم، تهران و … ساکن شده‌اند.

## زبان
مردم وفس به گویش وفسی سخن می‌گویند که جزو زبان‌های ایرانی دسته شمال غربی است.
وفسی به زبان مردم چهار روستا در مرکز غربی ایران اشاره دارد: وفس، چهرگان، گورچان و فرگ در استان مرکزی و به‌عنوان زبانی از شاخه ایرانی شمال‌غربی شناخته می‌شود. این زبان شباهت‌هایی با گویش‌های آشتیانی، آمره‌ای و تفرشی دارد و همچنین تحت تأثیر تالشی و برخی از گویش‌های مرکزی ایران قرار گرفته است. در واقع، گفته می‌شود که وفسی ترکیبی از از زبان تاتی و گویش‌های مرکزی ایران است و به دلیل موقعیت جغرافیایی ویژه وفس، بسیاری از ویژگی‌های تاریخی اصلی خود را حفظ کرده است.
گویش وفسی در روستاهای چهرگان، فَرْگ و گورچان نیز رایج است. این گویش پیش از این در روستاهای آمره و شاهواروق تفرش نیز رواج داشته است.

## جغرافیا
وفس، روستایی کوهستانی است. کوه‌ها، مناطق مسکونی و باغات آن را احاطه کرده‌اند. خانه‌ها بر روی دامنهٔ کوه‌ها ساخته شده‌اند و باغات در میان دره‌ها ایجاد شده‌اند و حالت پلکانی دارند. کوهپایه‌های با شیب مناسب و سنگلاخ کم نیز، به زمین زراعی تبدیل شده‌اند. بلندترین نقطهٔ وفس، کوه «قلنجه» با ارتفاعی در حدود ۲۷۴۵ متر است. این کوه، طبق جهت جغرافیایی، در جنوب وفس قرار گرفته است. پست‌ترین نقطه وفس، محلی در دشت وسیع «انجمن» (در شمال وفس) با ارتفاعی در حدود ۱۵۵۰ متر می‌باشد.
طول روستای وفس در حدود ۲۳ کیلومتر است. روستای وفس دقیقاً در راستای جهت جغرافیایی (جنوب به شمال) قرار دارد.
بیش از نود درصد خانه‌های وفس بر روی دامنه‌های کوه سرقلعه (مصلی) بنا شده‌اند. بیشتر آنها بر روی دامنه شمالی و درصدی هم در دامنه‌های غربی و شرقی جای گرفته‌اند. بلندترین نقطه این کوه، ۲۲۵۰ متر ارتفاع دارد اما خانه‌ها در ارتفاعی کمتر از ۲۱۷۰ متر، قرار گرفته‌اند.
دامنه غربی که سرسبزی کمتری دارد، محل عبور جاده کمیجان - وفس است، اما دامنه شرقی حاصلخیزتر بوده و عمدهٔ سطح آن، پوشیده از درختان و گیاهان می‌باشد.
خانه‌ها بر روی پی‌های سنگی استقرار یافته‌اند و زاغه‌ها و طویله‌ها، به درون کوه کشیده شده‌اند. عمده اتاقک‌ها و دالان‌های زیرزمینی وفس که در روزهای سخت و خطرناک، محل زندگانی و حافظ جان مردم بوده‌اند، در دل این کوه حفر شده‌اند.
نامگذاری این کوه به نام سرقلعه از آن جهت است که در سده‌های قبل، «دروازه سرقلعه»، (یکی از دو دروازهٔ قلعه وفس) بلندترین نقطه از مناطق مسکونی بر روی این کوه بوده است. همچنین این کوه به نام «مصلی» نیز معروف است که دلیل آن، برگزاری نمازهای عمومی و خاص از جمله نمازهای عید فطر و نماز طلب باران، بر روی سطح نسبتاً مسطح این کوه می‌باشد.
در شمال منطقه وفس، دشت وسیع و نسبتاً حاصلخیزی وجود دارد که در بین مردم وفس با نام «دشت انجمن» مشهور می‌باشد.
دشت انجمن که در حال حاضر فقط پذیرای گله‌های دام و چوپانان و نیز کشاورزان در فصول گرم سال است در سالهای نه چندان دور، جایگاه قلعه‌های مستحکم و پر رونق خوانین وفس و در سالهای خیلی دورتر احتمالاً جایگاه خانه‌های مردم وفس و در حقیقت محل زندگی آنها بوده است.
در ۵/۲ کیلومتری شمال خاور روستای وفس و در دامنه باختری دره مشرف به آن، معدنی متروکه وجود دارد که نزد اهالی محل مشهور به خاک زرد است. بررسی‌های صحرایی بیانگر آن است که این اندیس معدنی به ضخامت ۲–۱ سانتیمتر تا حداکثر ۴۰–۳۰ سانتیمتر از مارن‌های زرد مایل به قرمزی تشکیل شده که اکسید آهن دارند و به گونه میان لایه ای درون سنگ آهک‌های واحد OM(l q) جای گرفته‌اند. به گفته اهالی در گذشته‌های دور به روش انفجاری سنگ‌های محل را خرد کرده، سپس قطعه‌های خاک زرد را جمع‌آوری و به کارخانه‌های رنگ سازی حمل می‌کرده‌اند. در حال حاضر این معدن غیرفعال است. در دامنه خاوری همین محل و درست در مقابل معدن مورد نظر اندیسی دیگر از این مواد معدنی به گونه دست نخورده نمایان است که به عنوان اندیس معدنی معرفی می‌شود.

### محله‌ها
در وفس معمولاً ۱۲ محله به عنوان محله‌های اصلی روستا معرفی می‌شوند.
وسعت، تعداد منازل مسکونی و جمعیت حاضر در هر کدام از محله‌ها متفاوت می‌باشد و هر کدام از محله‌ها، ویژگی‌ها و خصوصیات خاص خود را دارند. نقطهٔ اشتراک تمام محله‌ها این است که در همهٔ آنها، حداقل یک مسجد وجود دارد.
اسامی ۱۲ محلهٔ اصلی وفس، به همان نام محلی، در زیر آمده است:
۱) خِیْوَر °۲) مانْداران °۳) مانْدِی مَزَنْ
۴) مانْدِی ویلْجَ ۵) باغْچِمیران °۶) دارانْ
۷) رو ۸) سِیْدانْ مَلَ ۹) دونَ
۱۰) مامَرَّ ۱۱) دُلی اَمَّد °۱۲) دَرْوازَه
ترتیب و موقعیت حدودی محله‌ها نسبت به یکدیگر:
اگر از طریق تنها راه ارتباطی آسفالت شدهٔ وفس (در قسمت جنوبی) وارد روستا شویم، اولین محله، محلهٔ «دونَ» می‌باشد. در انتهای محلهٔ «دونَ»، گاراژ قرار دارد. گاراژ در حقیقت همان ترمینال مسافربری وفس است که حمل و نقل مسافران از آنجا صورت می‌گیرد. از محلهٔ «دونَ» به بعضی محله‌ها به‌طور مستقیم و به بقیه به صورت غیر مستقیم راه‌هایی وجود دارد. اگر محلهٔ «دونَ» را تا انتها برویم و از سمت شرق (جغرافیایی) یا سمت راست گاراژ (و به‌طور مستقیم) به جلو برویم (البته در اینجا سراشیبی تندی وجود دارد و باید از آن پایین رفت) ابتدا به محلی به نام «سَرْ قَلْعَه» و سپس به محل دیگری به نام «دروازه ویلْجَ» خواهیم رسید؛ با ادامهٔ مسیر به سمت جلو (در حقیقت به سمت پایین، چون در حال حرکت به طرف دره می‌باشیم) به محلهٔ «باغْچِمیرانْ» می‌رسیم.
در واقع مسیر کلی حرکت به این صورت است که ما از محلهٔ «دونَ»، که مرتفع‌ترین محلهٔ وفس می‌باشد به سمت دره و ارتفاعات پایین‌تر حرکت کردیم و به محلهٔ «باغْچِمیرانْ» رسیدیم؛ در ادامه نیز ابتدا به طرف محله‌های با ارتفاع پایین‌تر می‌رویم و سپس به تدریج با حرکت به سمت محله‌های مرتفع‌تر، دوباره به گاراژ می‌رسیم.
با گذر از محلهٔ «باغْچِمیرانْ»، به یک دو راهی می‌رسیم که یک راه آن به خارج از روستا و راه دیگر به محلهٔ بعدی که نام آن «رو» است، می‌رود. فاصلهٔ مقداری جلوتر از این دو راهی تا محلهٔ «رو» را «خانَشّاهْ» می‌گویند. با عبور از «خانَشّاهْ»، به «رو» می‌رسیم و سپس به محلهٔ «دارانْ» می‌رویم. از محلهٔ «دارانْ» به‌طور مستقیم به دو محلهٔ «مانْدِی مَزَنْ» و «مامَرَّ»، راه‌هایی وجود دارد. به محلهٔ «مامَرَّ» که ارتفاع کمتری دارد می‌رویم. با گذر از محلهٔ «مامَرَّ» ابتدا به محلهٔ «مانْدارانْ» و سپس به محلهٔ «خِیْوَرْ» می‌رسیم. از محلهٔ «خِیْوَرْ»، علاوه بر محلهٔ «مانْدارانْ» به سه محلهٔ «سِیْدانْ مَلَ»، «مانْدِی ویلْجَ» و «دونَ»، به‌طور مستقیم راه وجود دارد. از محلهٔ «خِیْوَرْ» به محلهٔ «سِیْدانْ مَلَ» و از آنجا به محلهٔ «مانْدِی ویلْجَ» می‌رویم. با گذر از محلهٔ «مانْدِی ویلْجَ» به محلهٔ «مانْدِی مَزَنْ» که در ارتفاع بالاتری قرار دارد، خواهیم رسید. از این محله، به دو محلهٔ «دَرْوازَه» و «دُلی اَمَّدْ»، به‌طور مستقیم، مسیرهایی وجود دارد. ابتدا به محلهٔ «دَرْوازَه» و سپس به محلهٔ «دُلی اَمَّدْ» می‌رویم. در انتهای محلهٔ «دُلی اَمَّدْ»، دوباره به گاراژ می‌رسیم.
در حقیقت در توصیف بالا از سمت راست گاراژ به طرف دره و محلهٔ «باغْچِمیرانْ» حرکت شد و در سمت چپ و از محلهٔ «دُلی اَمَّدْ» (و با حرکت از دره به سمت محله‌های بالاتر) دوباره به گاراژ رسیدیم.

## تابستانگاه‌ها
دو منطقه ییلاقی آبرنگ (به وفسی اُورین) و آبدر (به وفسی اُودر) در غرب وفس قرار دارند. این دو منطقه که توسط یک رشته کوه بلندِ ۷ کیلومتری به نام «دِزلی» از وفس جدا شده‌اند، همانند وفس و البته در ارتفاعی بالاتر در میان دره‌ها ایجاد شده‌اند. متوسط فاصله این مناطق از وفس، ۲ کیلومتر است و هرکدام یک رشته قنات، چندین چشمه و باغات وسیعی دارند.
منطقه ییلاقی وفس از زمانهای قدیم، محل سکونت دائمی بعضی از وفسی‌ها بوده است اما از حدود ۳۰ سال پیش، جمعیت آنها کاهش یافته و در حال حاضر هیچ‌کس در خانه‌های این مناطق به‌طور دائمی زندگی نمی‌کند.

### زاغه‌ها
زاغه‌ها که محل نگهداری گوسفند، بز و گاو است، در وفس به دو گونه «دستْ‌کند» و «طبیعی» تقسیم می‌شود.
وفسی‌ها از ده‌ها سال قبل اقدام به ایجاد زاغه‌ها و خانه‌های متعدد زیرزمینی در چند طبقه کرده‌اند. آنها دل کوه را کندند و مکان‌هایی برای نگهداری احشام، آذوقه،... و مکانی برای زندگی خودشان حفر کردند و با سنگچین کردن دیوارهای درونی و در ورودی، بر استحکام بنا افزودند.
وفسی‌ها با استفاده از خارهای سرسخت بیابان، حصارهای بلندی در اطراف مجموعهٔ زاغه‌ها ایجاد می‌کردند تا از حمله حیوانات درنده و دزدان در امان باشند.
این منطقه در وفس «زرین دوبرین»(zerin-dobrin) نامیده می‌شود و برای دسترسی به آن باید نزدیک به ۱۵ کیلومتر راه پیمود؛ که دو مسیر مختلفش عبارتست از: ۱)باغ کاچان و کوه علی آوا و ۲) باغ نیدر تا انتهای باغات وفس.
در پای بعضی کوه‌ها یا در دامنه آنها، فرورفتگی و شکاف‌هایی طبیعی وجود دارد که از آنها به عنوان محل نگهداری موقتی دام در شب یا مواقع اضطراری همچون بارندگی، حمله حیوانات درنده و … استفاده می‌شود. این فضاهای طبیعی، بسته به راه دسترسی و طول و عرضشان، کیفیت گوناگونی دارند و لازمست فضای داخلی آنها قبل از استفاده، بازسازی شده و به ویژه دهانه شکاف با سنگچینی محدود شود.
از این دست زاغه‌ها، در سطح وفس و به ویژه در شمال آن، در دشت انجمن فراوان وجود دارد که هنوز هم اکثر آنها، مورد استفاده قرار می‌گیرند. این زاغه‌ها معمولاً به نام همان شخصی که اولین بار از آنها استفاده کرده نامگذاری می‌شود، مانند (به وفسی): «نوری زاغه»، «فِیضُ‌لْلای زاغه»، «آهَنْگَری زاغه»، «جُوزی زاغه»، «سَلمانْلوی زاغه»، «سِی مُحَمدعَلی زاغه»، «شاه عَبْدُلْلای زاغه» یا ممکن است به نام آن محل نامگذاری شوند: «اَنْجیوینی زاغه»، «تُرشَکه زاغه»، «هُلِّ دُبَرِ زاغه»، «زاغه دو شاخه».

## نگارخانه

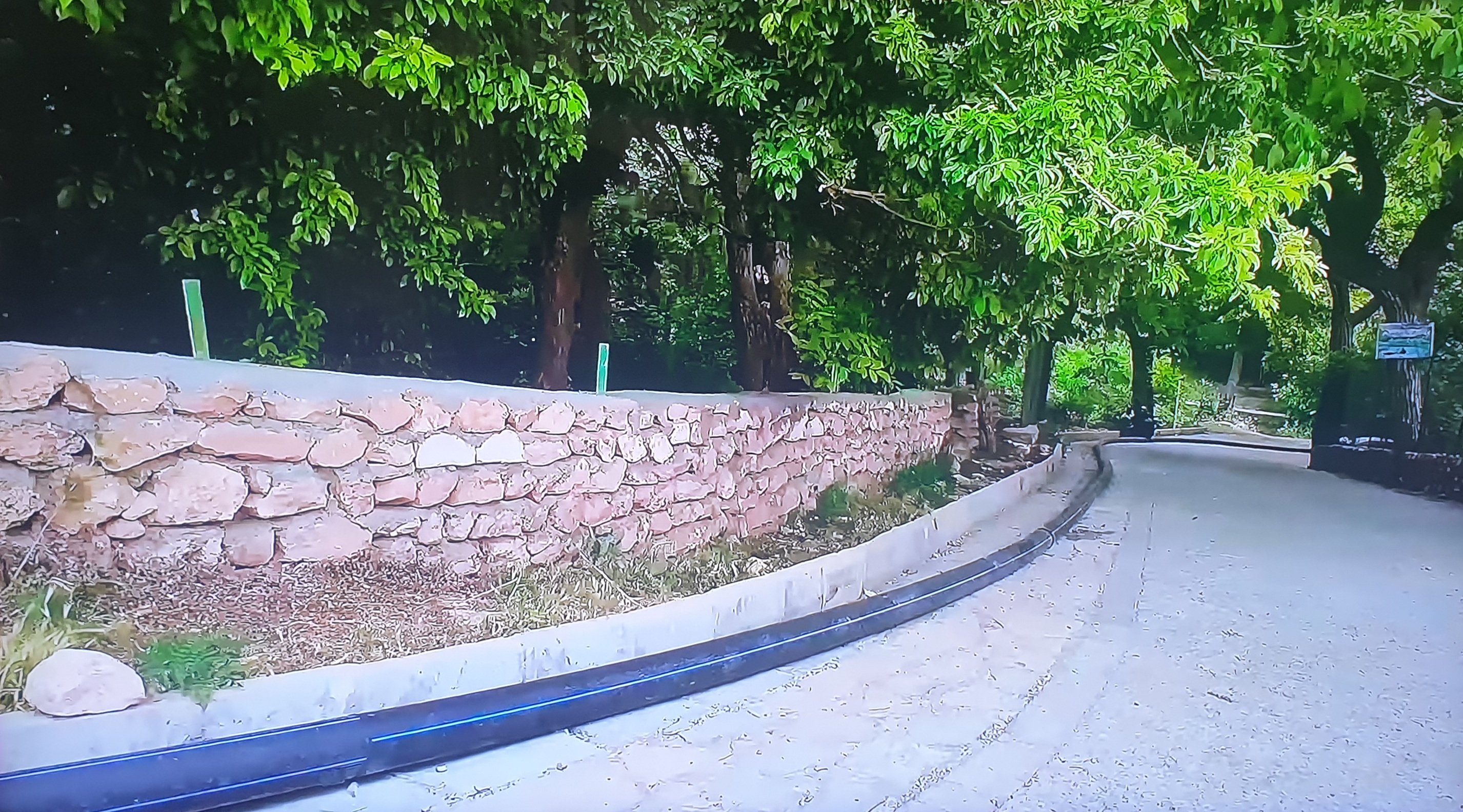
ورود به روستای وفس
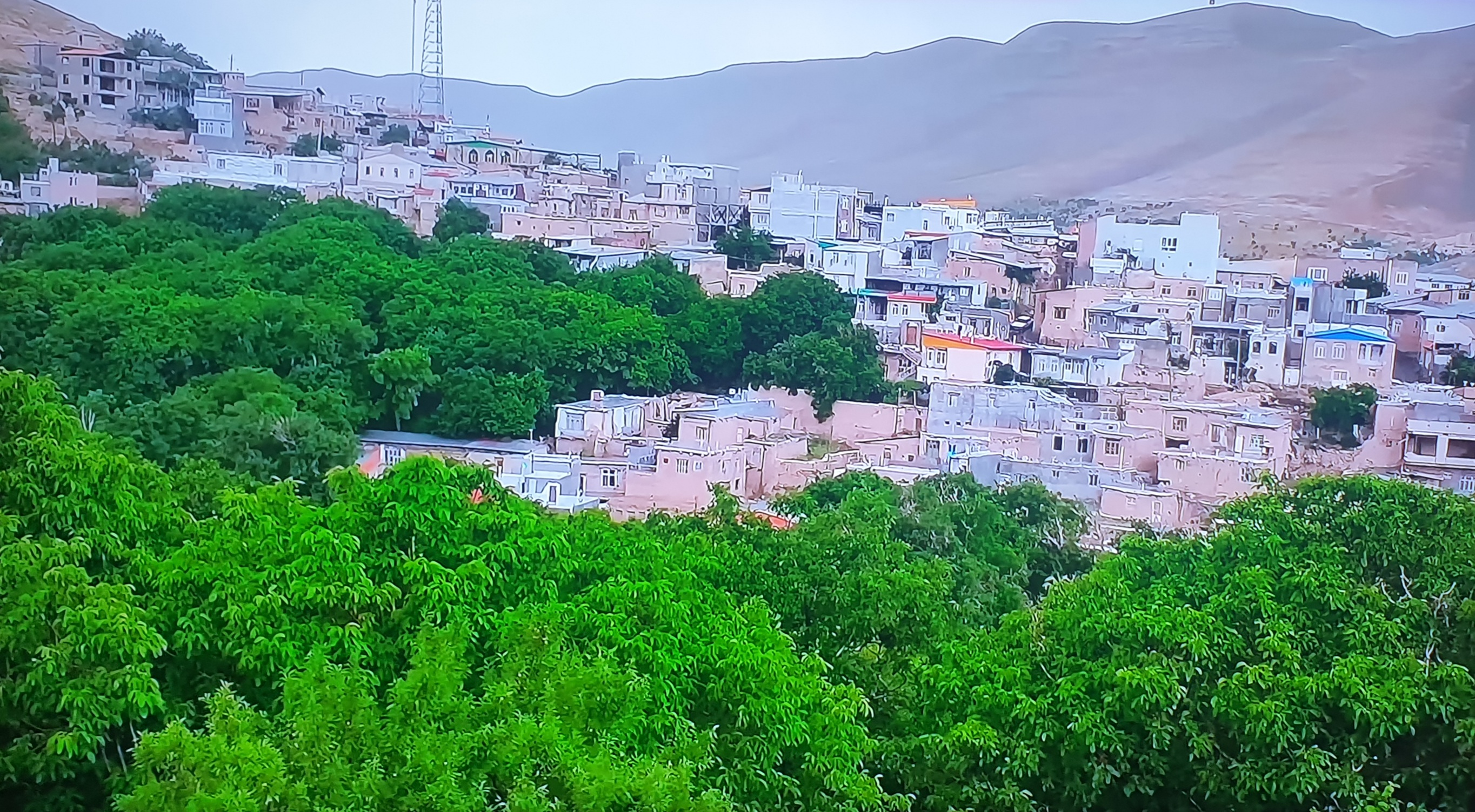
نمایی از روستای وفس
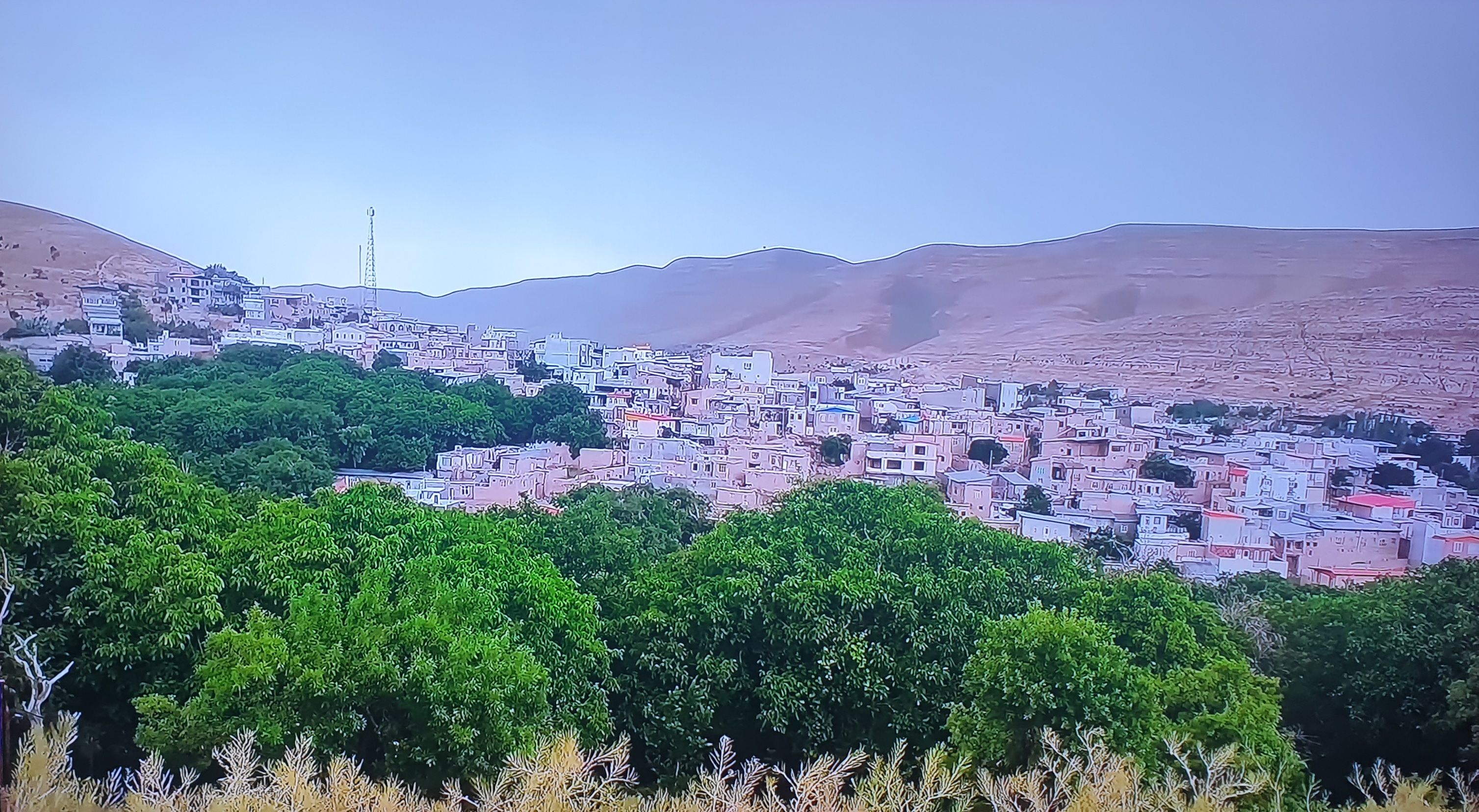
نمایی از روستای وفس
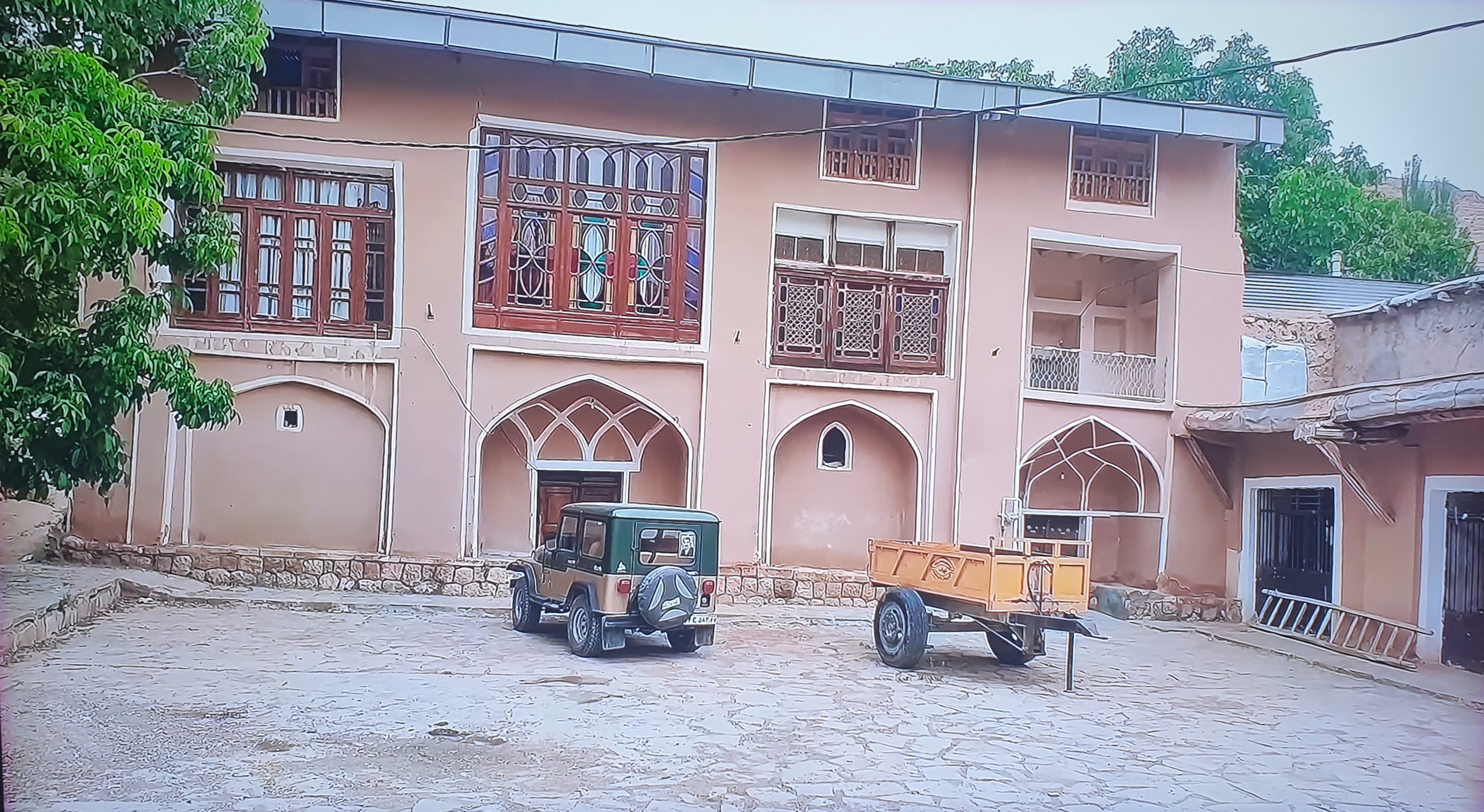
معماری سنتی در وفس
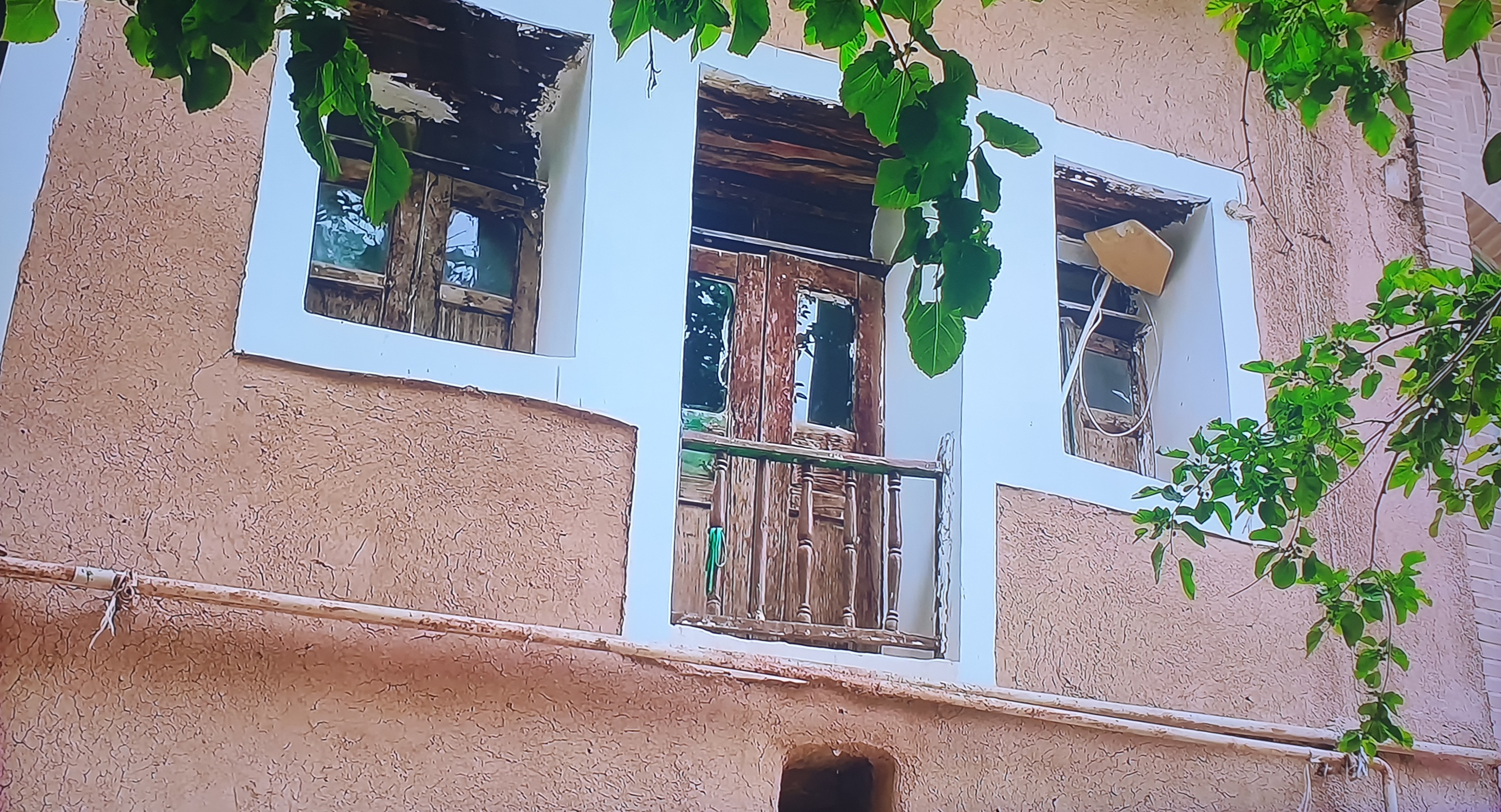
معماری سنتی در وفس